# Grand Saint-Louis
Le Grand Saint-Louis (en anglais : Greater St. Louis) est la région métropolitaine qui comprend la ville indépendante de Saint-Louis, qu'elle entoure complètement, et des parties des États américains du Missouri et de l'Illinois. 
Le Grand Saint-Louis a une superficie proche de 22 000 kilomètres carrés pour une population d'un peu moins de 3 millions d'habitants.